# Filip Robar Dorin
Pour les articles homonymes, voir Dorin.
Filip Robar Dorin, né le 8 septembre 1940 à Bor (royaume de Yougoslavie) et mort le 20 novembre 2023, est un réalisateur et scénariste yougoslave puis slovène.

## Filmographie
- Opre roma III - Pot v gaj (2011)
- Bogdan Borčić (2009)
- Veter se požvižga (2008)
- Vivat Kozina (2007)
- Aven čhavora (2005)
- Trdinov ravs (2005)
- Slasti jezika - portret Milana Jesiha (1998)
- Maša za moje ustreljene (1997)
- Striptih (1995)
- Nebo nad Ženavljami ali Dan, ko nam je Evropa padla na glavo (1994)
- Krka - poročilo o zdravju reke (1993)
- Čudenja in zrenja (pesnik Jože Snoj) (1993)
- B. E. R. N. I. K. (1992)
- Najpomembnejše se sporoča v tišini (1992)
- Šalamun v Babilonu (1992)
- Opera mobile (1992)
- Za resnični konec vojne (1991)
- Rogenrol - za resnični konec vojne (1991)
- Veter v mreži (1990)
- Krka včeraj-danes-jutri (1987)
- Ovni in mamuti (1985)
- Kmetijskega proizvajalca Mikolaša prvi dopust (1984)
- Opre Roma - Pamet v roke, ko boš v drugo ustvarjal svet (1983)
- Jonov let (1981)
- Ristanc (1981)
- Pogled stvari (1979)
- Vinogradniki (1979)
- Xenia na gostovanju (1975)
- Posebna šola (1972)